# Choceň
Choceň (en allemand : Chotzen) est une ville du district d'Ústí nad Orlicí, dans la région de Pardubice, en Tchéquie. Sa population s'élevait à 8 662 habitants en 2024.

## Géographie
Choceň est arrosée par la Tichá Orlice, un affluent de l'Orlice, dans le bassin de l'Elbe. Elle se trouve à 14 km à l'ouest-nord-ouest d'Ústí nad Orlicí, à 32 km à l'est de Pardubice et à 128 km à l'est de Prague.
La commune est limitée par Újezd u Chocně au nord-ouest, par Běstovice, Skořenice et Koldín au nord, par Nasavrky, Mostek, Zářecká Lhota et Kosořín à l'est, par Zálší et Vysoké Mýto au sud, et par Slatina et Sruby à l'ouest. La commune comprend une exclave au nord de la section principale ; elle est limitée par Čermná nad Orlicí au nord, par Plchovice à l'est, et par Újezd u Chocně au sud et à l'ouest.

## Histoire
La première mention écrite de la localité date de 1227.

## Administration
La commune se compose de sept sections :
- Choceň
- Březenice
- Dvořisko
- Hemže
- Nová Ves
- Plchůvky
- Podrážek

La section de Plchůvky constitue une exclave, séparée des autres quartiers par la commune d'Újezd u Chocně.

## Galerie

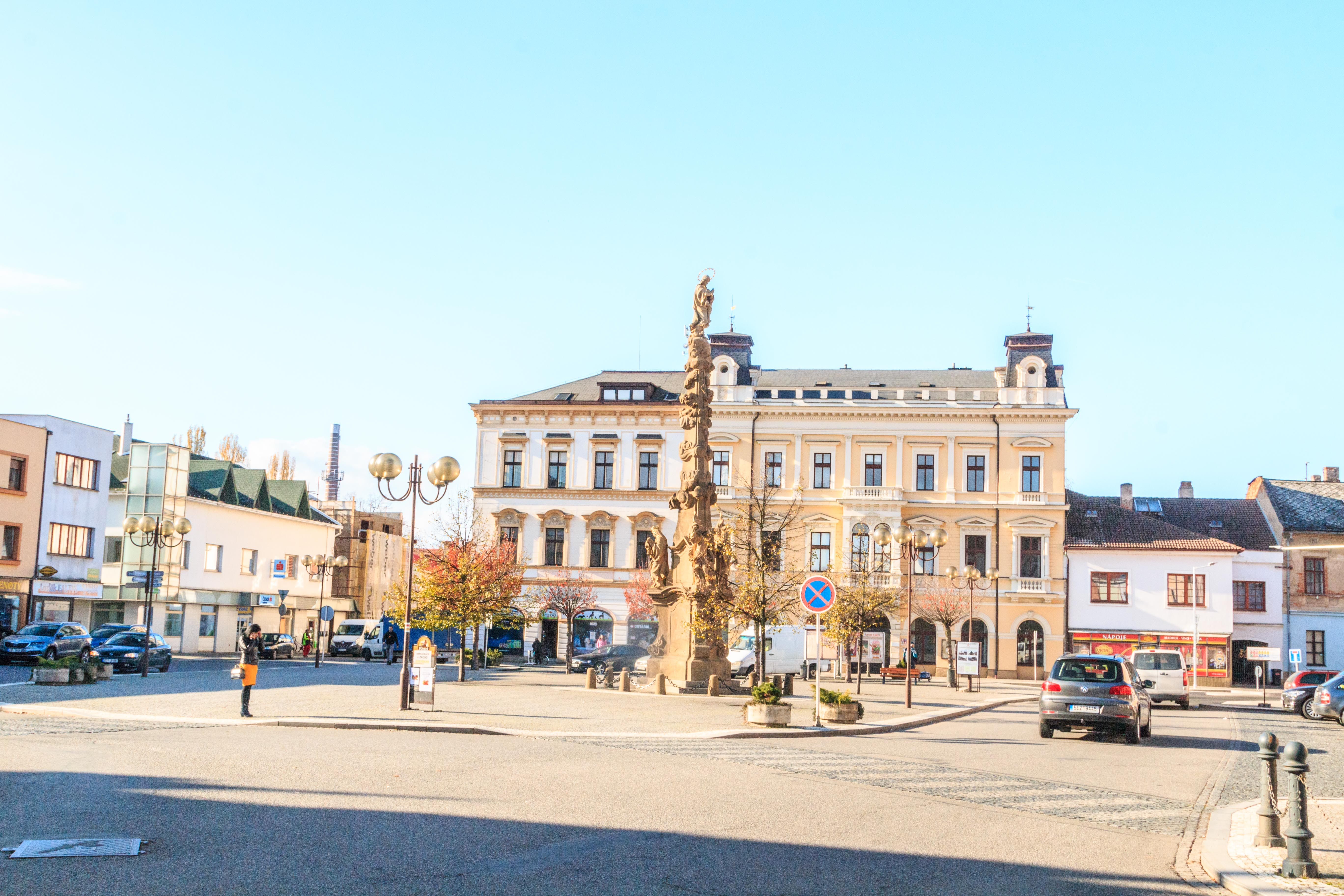
Place Tyršovo.
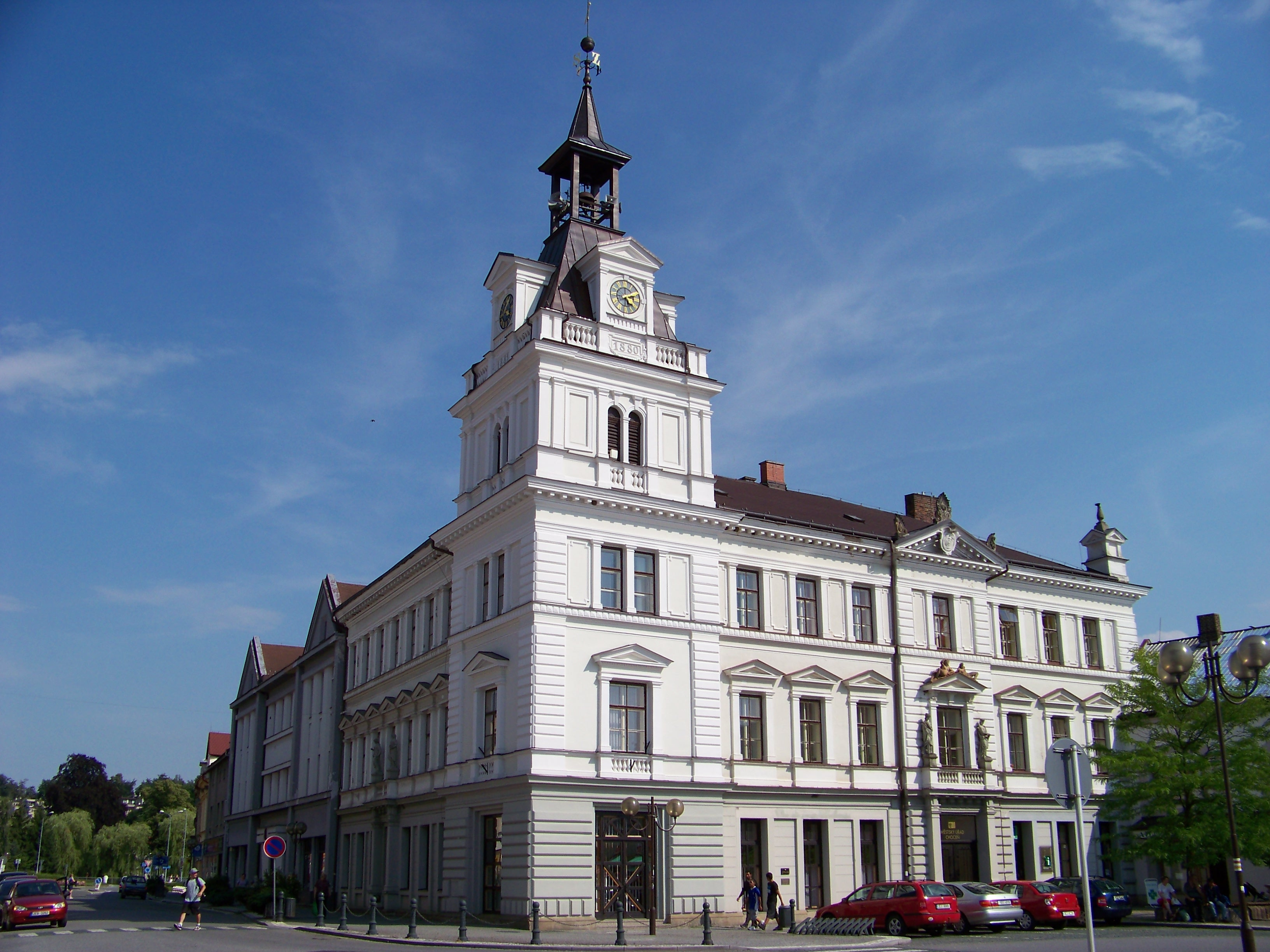
Hôtel de ville.

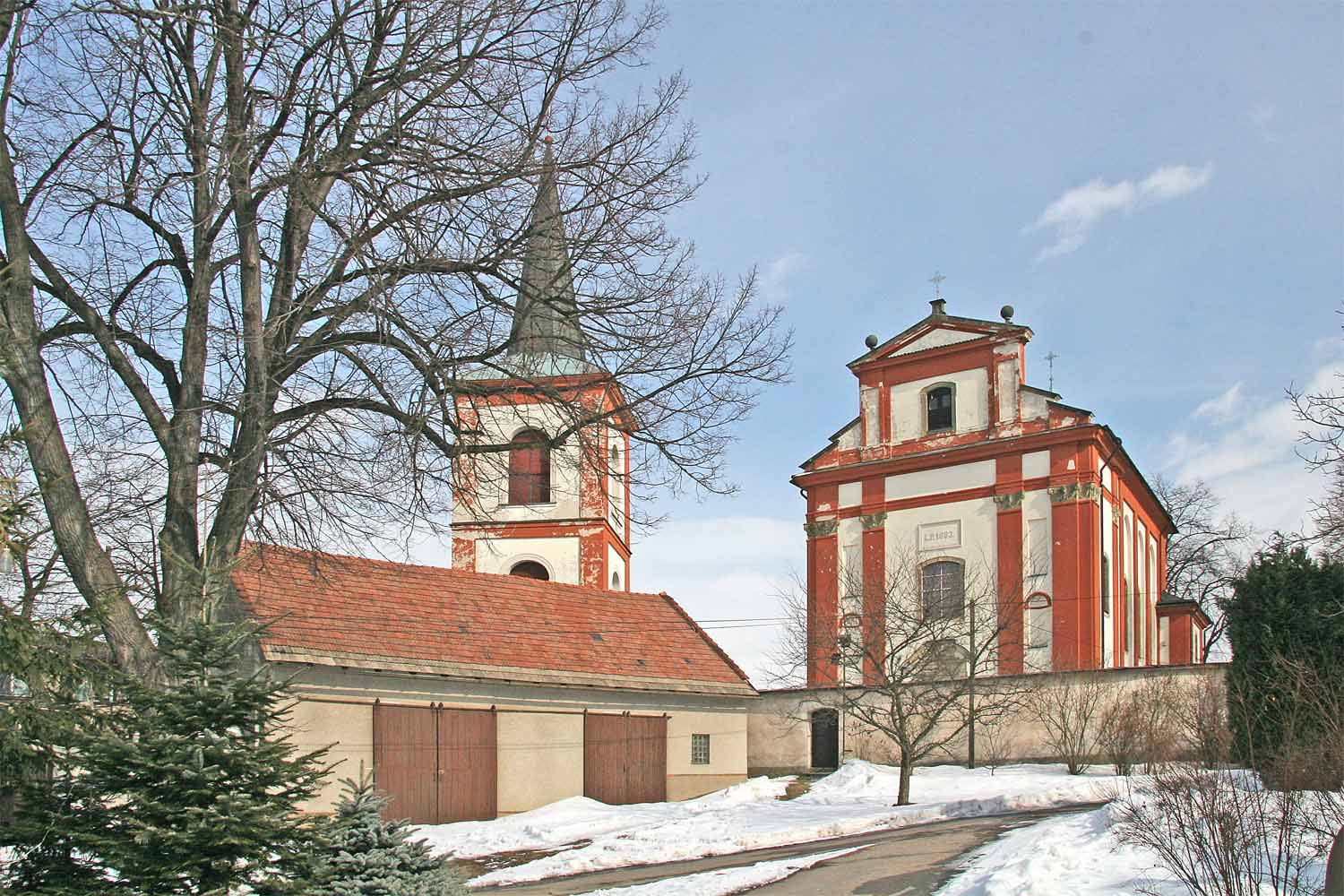
Église de l'Assomption de la Vierge Marie à Hemza.
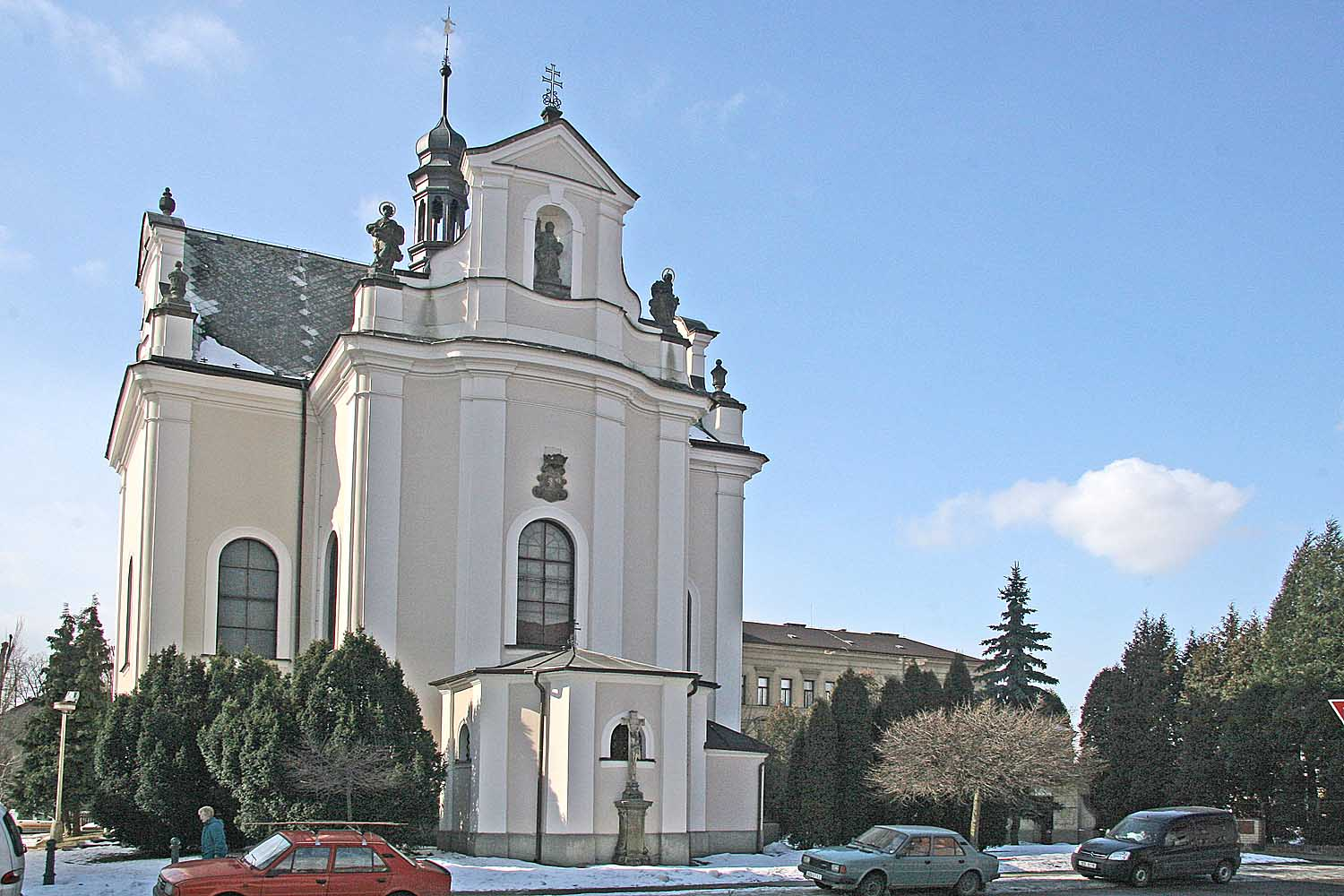
Église Saint-François-Séraphin.

## Transports
Par la route, Choceň se trouve à 9 km de Vysoké Mýto, à 17 km de Ústí nad Orlicí, à 40 km de Pardubice et à 154 km de Prague. 